# Morchella anatolica
Morchella anatolica (Mustafa Ișiloğlu, Hakan Alli, Brian M. Spooner,.M. Halil Solak, 2010)  este o specie de ciuperci comestibile saprofită din încrengătura Ascomycota, în familia Morchellaceae și de genul Morchella, denumită în popor zbârciog anatolian. Ea a fost descoperită pentru prima dată în provincia Muğla, Turcia, fiind însă răspândită de asemenea în Spania de Sud (provincia Cordoba) și Balcani și poate fi găsită probabil de asemenea în Dobrogea precum în regiunile transdunărene ale României. Buretele, care creste în grupuri mici, se dezvoltă în regiuni mai calde pe mușchi sub pini dar de asemenea pe lângă frasini și stejari. Timpul apariției est primăvara, din aprilie până iunie.

## Descriere
- Corpul fructifer: este mic, cu o înălțime de 3-4cm  și un diametru de 1-2,5 cm, de formă conică cu marginea aderentă la picior, gol în interior, cu suprafața numai ușor zbârcită, datorită lipsei de nervuri transversale (aproape mereu), dar care sunt longitudinal cărnoase. Coloritul este în tinerețe mai mult sau mai puțin de culoarea de  liliac deschis, schimbând după scurt timp la violet și devenind la vârstă gri-maroniu.
- Piciorul: are o lungime de  2-3 cm și o grosime de 1-1,5 cm, este regulat, și solid, acoperit câteodată cu negi fini și gol în interior. Culoarea lui se adaptează celei al corpului fructifer, fiind însă mereu mai deschisă.
- Carnea: este albicioasă, ceroasă, și foarte fragilă, cu gust plăcut precum un miros slab de ciuperci.
- Caracteristici microscopice: are spori inserați în ascii cilindrice și octospore cu o mărime de 290-310 x 18-26 microni, fiind elipsoidali, hialini (translucizi), la început netezi, dar prezentând sub microscop la maturitate dungi longitudinale fine pe suprafața lor. Cu o mărime de 24-30 x 18-26 microni sunt de dimensiuni relativ mari pentru acest gen.[4][5]

## Confuzii
Acest soi este - spre deosebire de multe altele - destul de clar de delimitat și determinabil. Printr-o observație superficială, o confuzie ar fi posibilă cu câteva puține specii mai mari și cu toate comestibile, cum sunt de exemplu: Morchella conica, Morchella costata, Morchella punctipes, Morchella rufobrunnea, sau Verpa bohemica.
Sub numele românesc de „zbârciog” se tratează aproape mereu patru mari genuri de ciuperci: Gyromitra, Helvella, Morchella și Verpa. Între primele două se găsesc specii otrăvitoare pe când cele două din urmă sunt comestibile. Cu toate că cele patru genuri sunt goale pe interior, ele pot fi deosebite destul de ușor: Morchella și Verpa sunt unicamerale, pe când Gyromitra și Helvella sunt multicamerale, prezentând o încrengătură de goluri în interiorul lor.

## Ciuperci asemănătoare

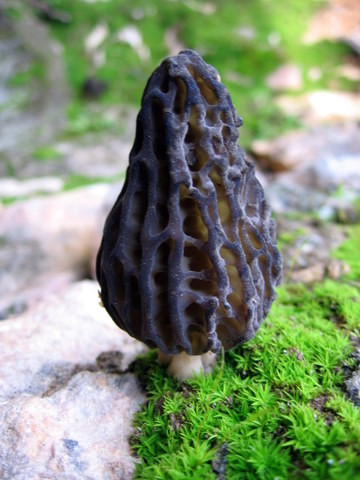
Morchella conica
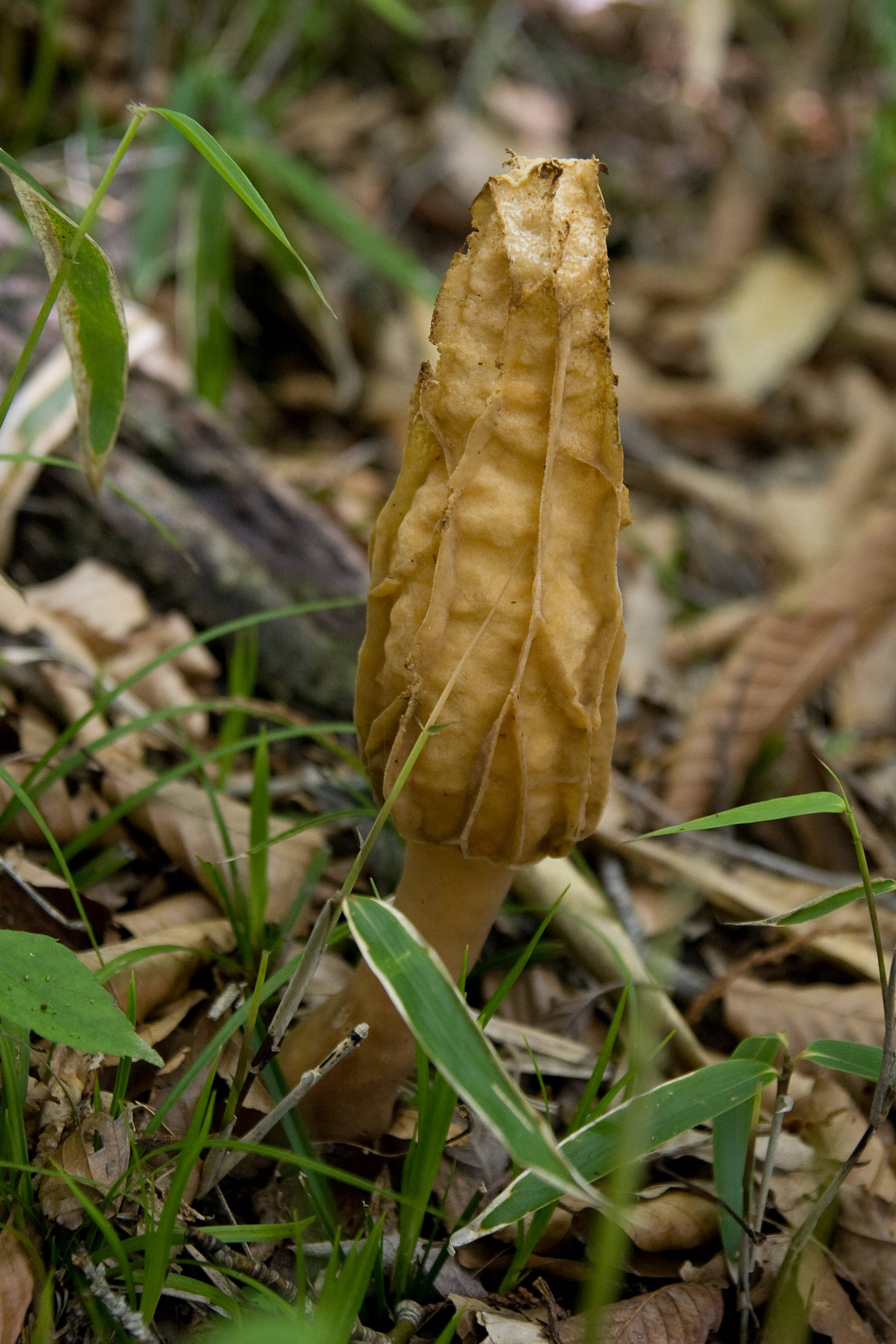
Morchella costata
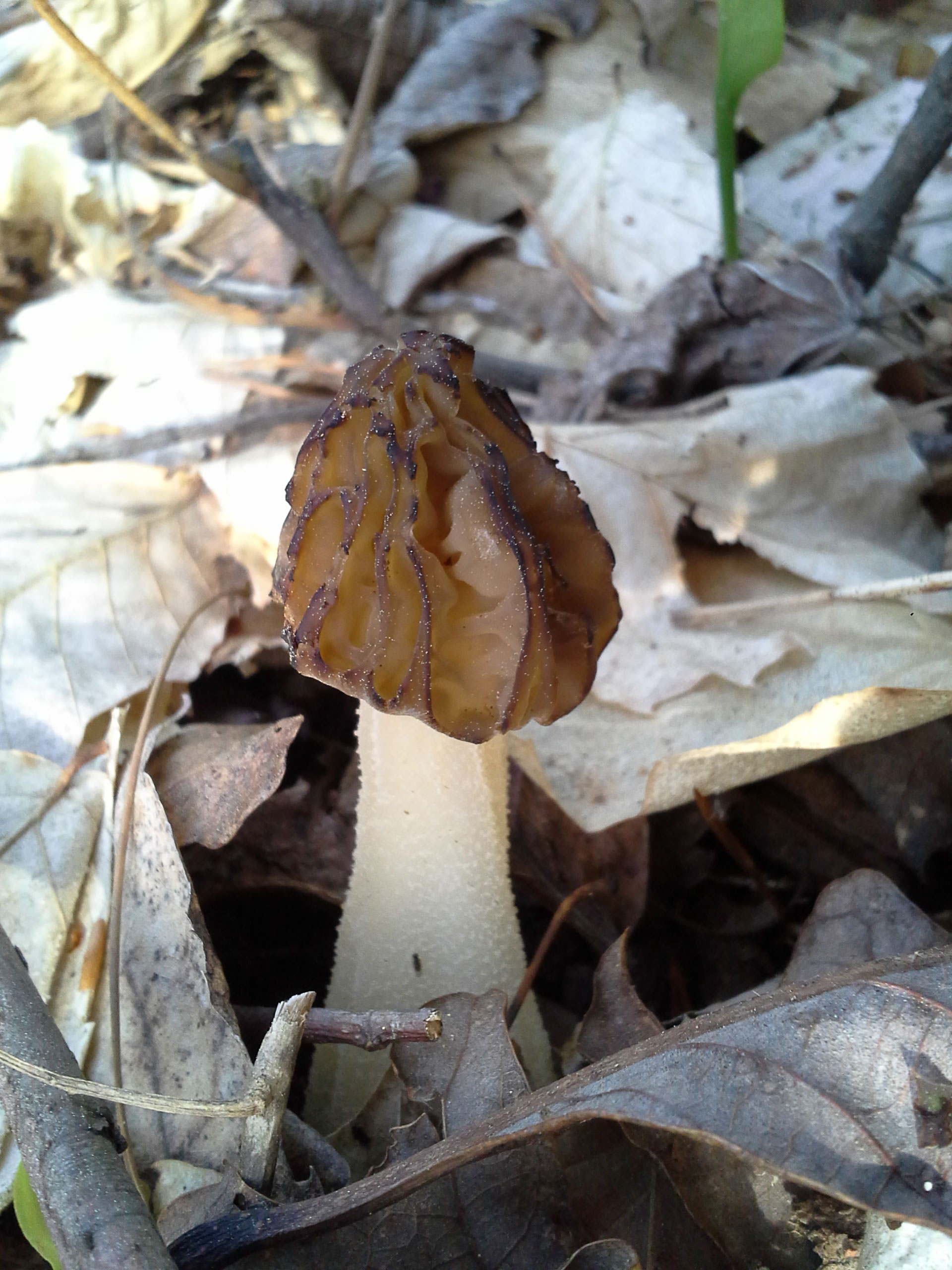
Morchella punctipes
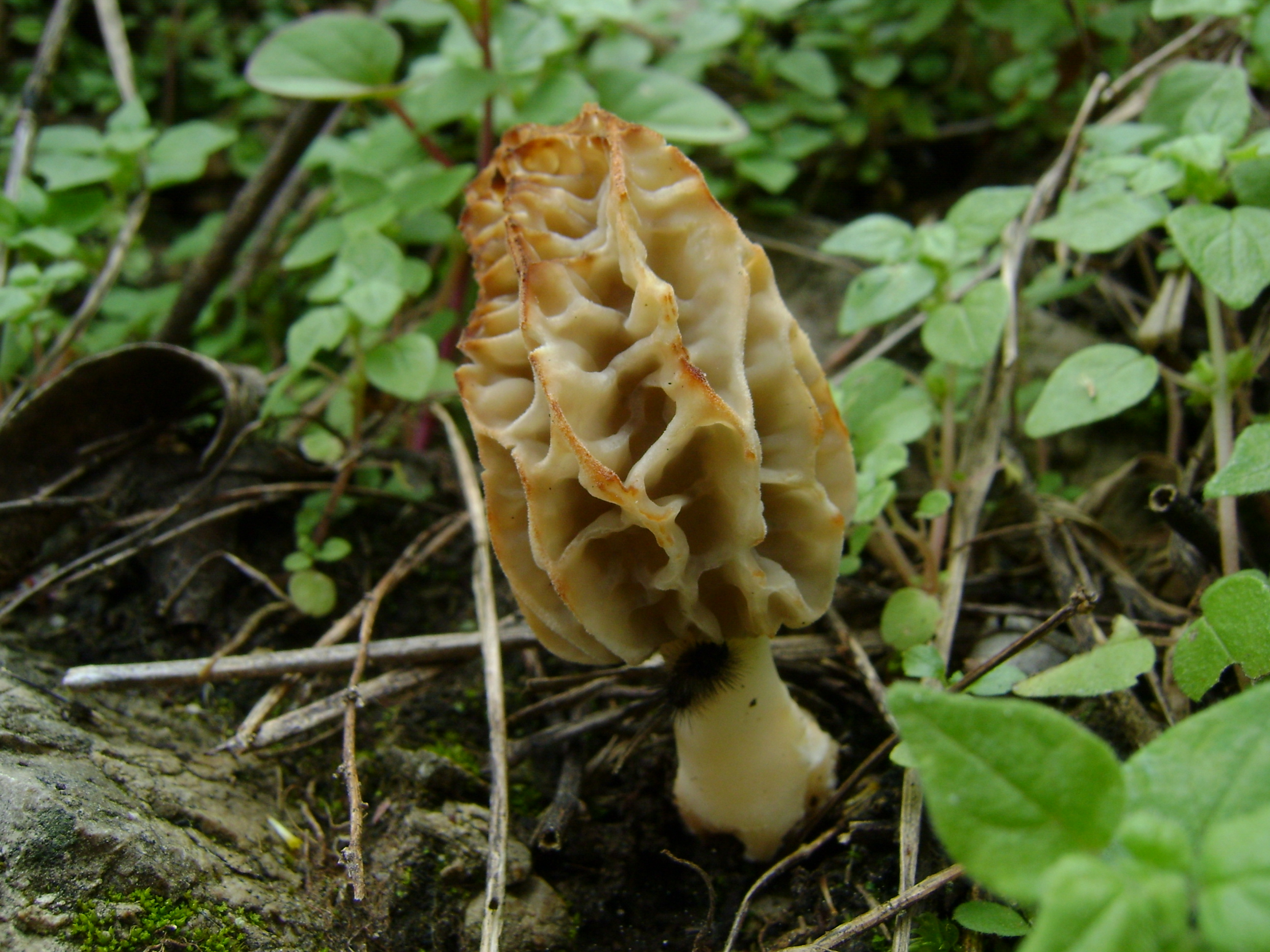
Morchella rufobrunnea
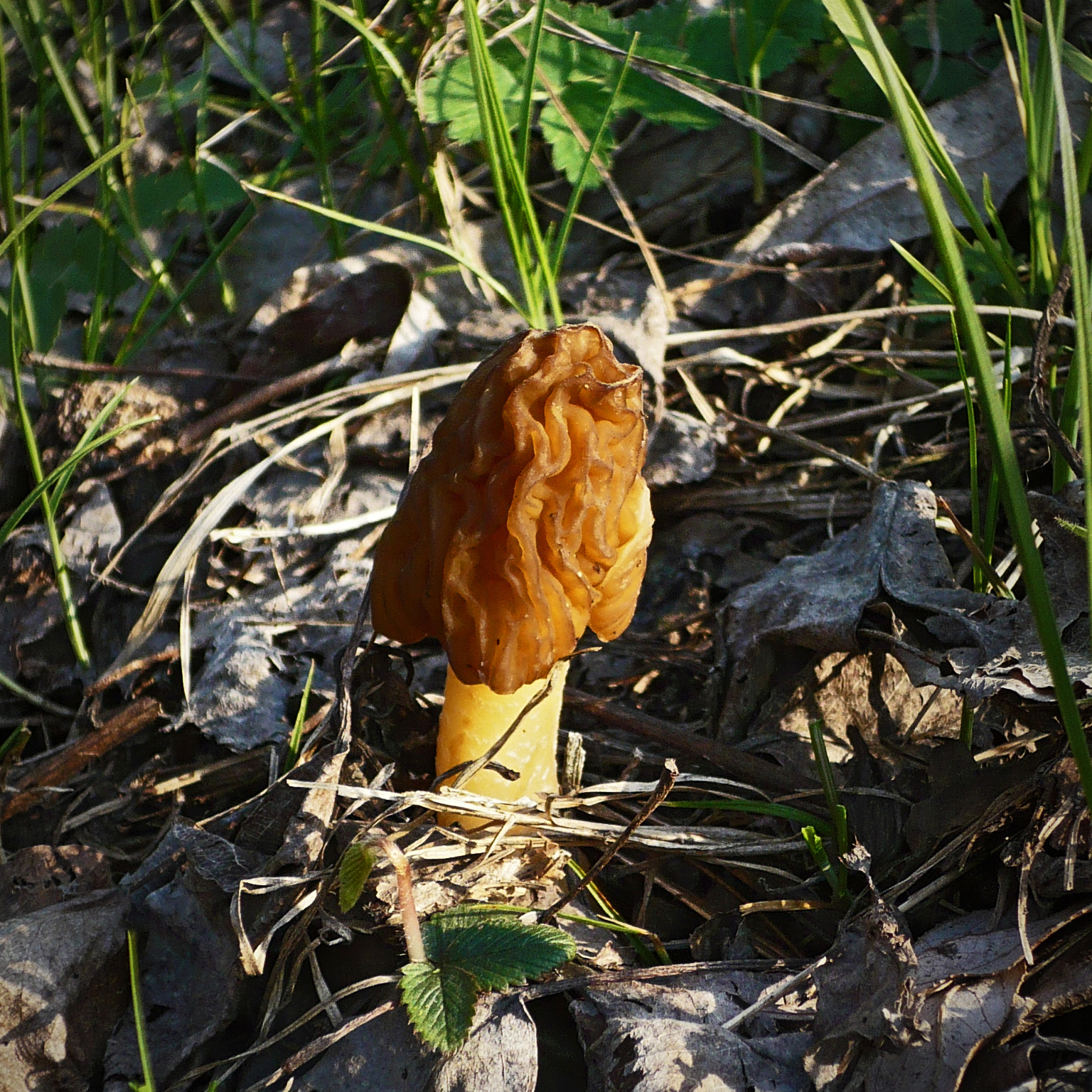
Verpa bohemica

## Valorificare
Zbârciogul anatolian este de aceiași valoare culinară ca Morchella esculenta, fiind și el, consumat crud, otrăvitor ca toate soiurile ale genului Morchella.
Dacă specia s-ar găsi în România, ar trebui să fie cruțată și lăsată la loc pentru a permite răspândirea ei.